# ميكي والش
ميكي والش (بالإنجليزية: Mickey Walsh)‏ (13 أغسطس 1954 في المملكة المتحدة - ) هو لاعب كرة قدم أيرلندي في مركز الهجوم. شارك مع منتخب جمهورية أيرلندا لكرة القدم. أما مع النوادي، فقد لعب مع كوينز بارك رينجرز ونادي إيفرتون ونادي بلاكبول ونادي بورتو وسالجويروس ‏ ونادي تشورلي ونادي إيسبينهو ونادي مدينة كيب تاون ‏.

## مسيرته الكروية
لعب ميكي والش خلال مسيرته الاحترافية مع 6 أندية في خمسة عشر موسمًا وسجل خلالها 127 هدف ضمن 359 مباراة. حيث فاز في موسم واحد بالكأس وفي موسمين بالدوري.
خاض ميكي والش مسيرته مع نادي بلاكبول في موسم 1973–74 ليلعب معه خمسة مواسم، مشاركًا في 180 مباراة سجل خلالها 72 هدفًا. ثم انتقل إلى نادي إيفرتون في موسم 1978–79 لمدة موسم واحد، حيث شارك في 21 مباراة سجل خلالها هدفًا واحدًا. لينتقل بعدها إلى نادي كوينز بارك رينجرز في موسم 1979–80 لمدة موسم واحد، مشاركًا في 18 مباراة سجل خلالها 3 أهداف. ثم انتقل إلى نادي بورتو في موسم 1980–81 ليلعب معه ستة مواسم، مشاركًا في 85 مباراة سجل خلالها 42 هدفًا. هذا وانتقل لاحقًا إلى سالجويروس ‏ في موسم 1986–87 لمدة موسم واحد، مشاركًا في 29 مباراة سجل خلالها 5 أهداف. ثم انتقل بعدها إلى نادي إيسبينهو في موسم 1987–88 لمدة موسم واحد، مشاركًا في 26 مباراة سجل خلالها 4 أهداف.

## وصلات خارجية
- ميكي والش على موقع الاتحاد الأوربي (الإنجليزية)
- ميكي والش على موقع قاعدة بيانات كرة القدم.إي يو (الإنجليزية)
- ميكي والش على موقع ناشيونال فوتبول تيمز (الإنجليزية)